# Уолкер (округ, Джорджия)
Уо́лкер (англ. Walker County) — округ штата Джорджия, США. Население округа на 2000 год составляло 61 053 человек. Административный центр округа — город Ла-Фейетт.

## История
Округ Уолкер основан в 1833 году.

## География
Округ занимает площадь 1155.1 км2.

## Демография
Согласно Бюро переписи населения США, в округе Уолкер в 2000 году проживало 61 053 человек. Плотность населения составляла 52.9 человек на квадратный километр.